# Диоритпорфирит
Диоритпорфирит је интермедијарна магматска стена, ашистни жични еквивалент диорита. Настаје кристализацијом интермедијарне магме у пукотинама у Земљиној кори.
Минерали који изграђују диоритпорфирит су:
- интермедијарни плагиоклас: андезин или олигоклас,
- бојени минерал: хорнбленда, аугит, биотит, хиперстен.

Структура диоритпорфирита је порфироидна до порфирска, док је његова текстура масивна.